# Blenda Björck
Blenda Vilhelmina Björck i riksdagen kallad Björck i Tomelilla, född 3 februari 1885 i Slimminge församling, Malmöhus län, död 2 april 1978 i Tomelilla församling, Kristianstads län, var en svensk sömmerska och politiker (socialdemokrat).
Hon var dotter till skolläraren Carl Larsson och Matilda Engdahl, och gifte sig 1915 med skräddaren Magnus Wictor Björck.  
Hon var hembiträde vid ett lantbruk 1899–1908 och byxsömmerska 1909–1915. 
Hon var grundare av och ordförande för Tomelilla socialdemokratiska kvinnoklubb 1919–1937 samt studieledare i ABF:s lokalavdelning i Tomelilla 1937–1948. Björck var landstingsman från 1927. 
Hon var ledamot av riksdagens andra kammare 1937–1948.